# Contre-choc pétrolier
L'expression de  « contre-choc pétrolier » désigne une chute brutale des prix du pétrole dans le monde, à partir de 1982, causant la crise de la dette des pays en voie de développement de 1982, et qui s'aggrave fortement sur la période 1985-1986 sous la forme d'une guerre commerciale entre pays producteurs, qui n'ont pas tous les mêmes coûts de production, les mêmes réserves et les mêmes contraintes de financement.
Après l'envolée du prix du baril des chocs pétroliers de 1973 et 1979, de nouveaux pays producteurs comme l'Angleterre, le Mexique et  l'Union soviétique en profitent pour développer leurs puits, causant une surproduction de pétrole aggravée par la crise économique causée dans les pays consommateurs par le coûts du deuxième choc pétrolier.
Au début des années 1980, une baisse brutale du prix du brut, qualifiée de « contre-choc pétrolier », voit au contraire le prix du baril de pétrole chuter puis descendre jusqu'à un minimum de 10 dollars en 1986, en raison d'un accord politique entre les États-Unis et l'Arabie saoudite visant à augmenter la production de pétrole.
L'expression a parfois été utilisée pour d'autres chocs pétroliers, ultérieurs et de moindre importance, mais sans que ce recours fasse l'unanimité.

## Objectifs
Cette section ne s'appuie pas, ou pas assez, sur des sources secondaires ou tertiaires indépendantes du sujet.

Pour l'améliorer, ajoutez-en, ou placez des modèles {{Source secondaire souhaitée}} ou {{Source secondaire nécessaire}} sur les passages mal sourcés. (septembre 2024)
- Le contre-choc pétrolier est d'abord provoqué en vue de satisfaire les besoins occidentaux en énergie et confirmer la baisse de l'inflation, afin de faire baisser aussi les taux d'intérêts réels et leurs anticipations.
- D'autres considérations géopolitiques dominent aussi, notamment celle d'une "guerre des prix" [1] car la chute du pétrole sape les revenus de l'Union soviétique, grande exportatrice de pétrole, l'empêchant d'entretenir les pays satellites du bloc communiste, ce qui satisfait les Américains, mais elle affaiblit aussi les nouveaux producteurs africains (Angola et Algérie), asiatiques (Indonésie), européens (Angleterre et Norvège) ou encore sud-américains (Mexique et Vénézuela), qui ont globalement tous des coûts de production plus élevés et des réserves moindres que leurs rivaux plus solides et moins endettés, les grands pays producteurs du golfe persique.

## Déroulement

### Le contexte créé par le  deuxième choc pétrolier
Les prémices ou le début du deuxième « choc pétrolier » peuvent être fixé au 27 mars 1979, selon une synthèse de l'Université de Sherbrooke, car ce jour-là, 13 pays membres de l'OPEP exigent une augmentation de 9% du prix du brut qu'ils qualifient de « modeste et modérée », au « lendemain de la signature d'un traité de paix entre Israël et l'Égypte », en accusant les compagnies pétrolières de récolter des surplus imprévus et injustifiés. Un mois auparavant, l'Iran vu sa production baisser et supplantée par d'autres après le retour d'exil de l'ayatollah Khomeiny consécutif au renversement du chah Mohammad Reza Pahlavi. De plus, trois de ces treize pays réunis le 27 mars 1979, l'Algérie, la Libye et le Nigeria annoncent qu'ils imposent aux pays consommateurs un supplément de prix compensatoire de 4 dollars par baril. Le contexte créé par le  deuxième choc pétrolier est un environnement géopolitique particulièrement tendu, aggravé par l'occupation de l'ambassade des États-Unis à Téhéran, qui démarre en novembre.
« Même l'Arabie saoudite, que l'on croyait totalement intégrée à Wall Street, vouée à la bonne santé de l'économie occidentale et dépendante de la politique américaine » a depuis quelques mois pris la direction opposée, souligne Le Nouvel Observateur tandis que la semaine d'après Newsweek observe  que les pays de l'OPEP s'inquiètent de voir concurrencées leurs réserves par celles du Mexique ou en Alaska de Prudhoe Bay, et veulent décourager cette concurrence « le plus longtemps possible ».
Le président américain Jimmy Carter et ses invités des accords de Camp David, signés le 17 septembre 1978, par le président égyptien Anouar el-Sadate et le Premier ministre israélien Menahem Begin doivent faire avec un monde du pétrole où il est possible rapidement de passer de l'excédent à la pénurie, souligne deux mois après un grand quotidien du Québec, au Canada. S'y ajoute « la quasi-disparition du marché depuis deux ans de l'Irak et de l'Iran », alors en guerre auparavant respectivement les deuxième et troisième exportateurs mondiaux de brut.

### Le marché culmine en 1980, les autres offres montent
En 1980, le prix du baril atteint 40 dollars, niveau record, avec des experts qui évoquent « L'imminence d'un troisième choc pétrolier et des prix à 60, voire à 100 dollars le baril », mais « dès 1982, la situation se normalise » au bénéfice de pays occidentaux, qui « réussissent à renverser la situation quelque peu en favorisant de nouvelles sources d'énergie, des économies d'énergie et une augmentation de la production pétrolière », en plusieurs endroits (Mexique, Alaska, mer du Nord, etc.). Avec la hausse des prix du pétrole depuis 1973, l’extraction en eaux profondes devient pour la société d’État mexicaine Pemex enfin rentable mais au prix d'emprunts souscrits avec des taux d'intérêt rendus très élevés par l'inflation causée par le premier choc pétrolier:  « entre 1978 et 1987, la dette extérieure totale du Mexique a triplé » et entre 1970 et 1982, sa dette à long terme est plus généralement passée de 6 à 86 milliards de dollars. En 1970, l'OPEP assurait 50% de la production mondiale de pétrole, en 1979 c'était encore 47 %, mais deux ans après, en 1981, c'était plus que 38%. Au début de l'année 1982 ses exportations « ne dépassent guère 17 millions de barils par jour », contre 31,6 au plus haut de 1979.
Les énergéticiens, pour leur part, recourent aussi de plus en plus aux « énergies non pétrolières, gaz, charbon, électricité nucléaire »: la France a lancé son programme de construction de centrales nucléaires en 1974, le Japon aussi . Ces autres énergies se « développent au rythme de 2,5 % l'an depuis 1973 ». Plusieurs pays se sont tournés vers le gaz naturel, qui va représenter cinq décennies plus tard 20 % de la consommation finale d’énergie mondiale, contre 8 % lors du premier choc pétrolier.

### La demande chute
L' OPEP a peu pris en compte la baisse d'un quart en trois ans la demande mondiale de pétrole causée « une phase de dépression, voire de récession particulièrement accusée » de l'économie mondiale et « plus particulièrement l'économie américaine »,: moins 8 % entre 1982 et 1981, qui vient s'ajouter au recul de 6 % de la demande pétrolière de 1981 par rapport à celle de 1980 et même de 12%  par rapport à celle de 1979.
A elles seules « les importations de pétrole des Etats-Unis ont diminué d'un tiers depuis 1978 » dès le début de 1982, en raison de la récession du début des années 1980 aux États-Unis, alors que leur gonflement plus d'une décennie plus tôt fut « une des causes majeures des tensions » à l'origine des chocs pétroliers.
La demande pour les stocks s'est elle inversée, car les compagnies pétrolières, intermédiaires et  utilisateurs finaux avaient « rempli leurs cuves à ras bord tout au long de 1979 et de 1980 » avant de pratiquer en 1982 un « renversement des anticipations » qui provoque leur déstockage massif au cours du premier semestre 1982, estimé au total à 2 à 4 millions de barils par jour, contre moins de 1 million de barils par jour en 1981.
Le niveau des stocks d l'industrie et du commerce mesuré en nombre de jours de consommation avait atteint son niveau record en 1982 à 97 jours, une vingtaine de jours de plus que 4 ans avant.

### Les autres facteurs de baisse des prix
Au Royaume-Uni, Margaret Thatcher a utilisé une forte remontée des taux d’intérêt et réussi à diviser le taux d’inflation par deux, le ramenant au-dessous de 5 % en 1983. Aux USA dès le début des années 1980, les théories monétaristes d’inspiration néolibérale, portées par l’économiste Milton Friedman « insistent sur l’importance de contrôler la quantité de monnaie en circulation pour limiter l’inflation ».

### La chute des cours de janvier à avril 1982
Dès fin 1981, les prix seront orientés à la baisse . Ensuite, les prix au comptent ont chuté « de janvier à avril 1982, de 34 à 28 dollars par baril ». Dès cette année 1982, « ce sont les pays producteurs qui semblent ne plus voir de plancher à la baisse », même si l'Arabie Saoudite est encore dans une posture de « réduire sa production » ponctuellement pour tenter d'enrayer cette baisse, et si l'OPEP a « tenté en mars 1982 de se constituer en cartel en répartissant les quotas de production », mais sans grand succès. L'opération tentée en mars 1982 a échoué car l'Iran n'a « jamais accepté les quotas » tandis que tous les pays membres de l'OPEP ont « plus ou moins triché sur les quantités et sur les prix réels des livraisons ».
Les pays membres de l'OPEP ont accepté  à nouveau d'« instaurer des quotas à compter de 1983 », en se basant sur le constat qu'entre 500 et 600 millions de tep sont en excédent sur le marché mondial.

### Autre événements de 1982
Cette chute des cours déclenche l'alerte chez les pays producteurs, comme le Mexique où les banques ont mal géré l'afflus de dollars de 1979. Et au cours du printemps et des mois d'été, le ministère des Finances et le gouverneur de la banque centrale vont fréquemment en discuter à Washington, tandis que le 12 août 1982, le gouvernement mexicain annonce qu’il ne pourra pas, en l’état, faire face à ses obligations financières, première étape de la crise de la dette des pays en voie de développement, une crise bancaire mondiale de l'endettement, qui ne sera résolue qu'en 1989 avec le plan Brady. La baisse du cours du pétrole de 1982 a été son détonateur.
Plus généralement, le contre-choc pétrolier déclenche la crise de la dette des pays en voie de développement.
Une forte décélération de l'inflation s'est produite dans la zone OCDE, où en moyenne elle est passée de 13% en 1980 à 10,5% en 1981 et 8% en 1982, avec des rythmes très inférieurs dans plusieurs grands pays:
- aux Etats-Unis (4 % en rythme annuel à la fin

1982);
- au Japon (2 %);
- en RFA (4,5 %);
- au Royaume-Uni (5,4 %)[15].

Une reprise soutenue était en particulier attendue à la fin de 1982 aux USA mais ne s'était pas produite, en raison d'une forte réduction des exportations au troisième trimestre et d'un gros destockage au quatrième. En Allemagne, la production industrielle se maintient au troisième trimestre, ne baissant plus, à la différence de ce qui se passe aux USA.
Ce premier contre-choc implique pour certains pays exportateurs de pétrole d'être confrontés à des problèmes financiers plus aigus (Mexique, Nigéria, Vénézuéla, Indonésie). La décrue des taux d'intérêt tant nominaux que réels depuis la mi-1982 est importante aussi bien aux USA qu'en RFA, aux Pays-Bas, en Suisse et dans une moindre mesure au Royaume-Uni et au Japon. Mais il ne permet pas d'atténuer les tensions au sein du SME, relancé en 1979 en Europe. Le gouverneur de la Banque d'Angleterre déclare ainsi ne pas envisager que le sterling réintègre le SME dans un avenir proche, afin d'éviter d'aggraver les tensions au sein du SME, car cette monnaie a tendance à réagir aux chocs extérieurs dans une direction opposée à celle des monnaies continentales, notamment pour les chocs liés au marché du pétrole.

### Événements de 1983
Le 12 mars 1983, cinq jours après la large victoire d'Helmut Kohl lors des législatives en Allemagne et l'avant-veille du second tour des élections municipales en France, deux événements qui ont déclenché des prises de positions spéculatives sur le marché des changes, les treize membres de l'OPEP seraient parvenus à un accord, censé avoir des "effets bénéfiques pour l'économie mondiale", concernant une baisse de 5 dollars par baril du prix de référence du pétrole, soit environ 15%, dans une période où le coût de l'énergie représente encore à lui seul près de 75 % du prix de revient des matières premières industrielles.
- Le pays le plus favorisé est le Japon, qui consomme environ 200 millions de tonnes de produits pétroliers, la décision de l'OPEP devant lui rapporter environ 6 milliards de dollars, alors que son excédent commercial tourne autour d'une vingtaine de milliards de dollars par an[20].
- L'Allemagne fédérale va économiser environ 3 milliards de dollars, alors qu'elle a déjà un excédent commercial de 50 milliards de marks en 1983[20].
- Les États-Unis, gros producteurs de pétrole, mais aussi importateurs d'environ 270 millions de tonnes en pétrole brut et en produits raffinés, pourront économiser 9 milliards de dollars, sachant qu'ils avaient encore 42 milliards de dollars de déficit commercial en 1982[20].
- La France économiserait une vingtaine de milliards de francs par an, alors qu'elle a un déficit de 93 milliards de francs en 1982. Pour l'Italie, ce serait du même ordre, de la moitié pour l'Espagne, du tiers pour les Pays-Bas et la Belgique[20].

Au la fin du premier trimestre de 1983, juste après ce nouvel épisode sur le marché pétrolier, l'INSEE estime que la croissance de l'année dans la CEE pourrait être de l'ordre de 0,5%, contre des moyennes annuelles de -0,4% en 1981 et 0,2 % en 1982, même si dans plusieurs pays, Italie, Belgique, Espagne, la consommation des ménages pourrait se réduire car la "priorité dela politique économique reste au rétablissement des grands équilibres macroéconomiques", tandis qu'en France, "les mesures de mars 1983 confirment et accentuent le ralentissement des dépenses publiques associé au budget 1983", voté à l'automne 1982, à la suite du blocage des prix et des revenus mis en place en juin 1982. Au quatrième trimestre 1982, la forte hausse des impôts directs qui a été décidé a un impact sur la consommation, mais qui est étalé. Le chômage continue de grimper, de 6,1 % début 1981 à 7 % fin 1982 pour une inflation qui reste très élevée, à 11,8 % en 1982, avec des taux d’emprunt de l’Etata au-delà des 15 %. De plus, le déficit commercial de la France enfleref name=MarieCharrel/>, passant de 55 à 54 milliards de francs en 1981 mais surtout à 96 milliards de francs en 1982, soit un gonflement de 0,8 % à 2,1 % du PIB en un an, le renchérissement du dollar causant un "alourdissement de la facture énergétique" tandis que les exportations sont laminées par la récession dans les autres pays, tandis que "les importateurs font un effort spécifique en France", seul pays qui a relancé son économie dès 1981, en comprimant leurs marges et modérant leurs prix. Après une défense du cours pivot contre deutsche mark à partir de décembre 1982 puis un mois de janvier relativement calme, les pressions s'exerçant sur les monnaies du SME se sont fortement accentuées en février, puis se sont encore renforcées  au lendemain des élections allemandes: le lundi 7 mars voit tomber le franc à son plancher contre la monnaie allemande. Le lundi 14 mars, lendemain du second tour des élections municipales en France, les autorités monétaires françaises font monter les taux à des niveaux record dans le simple but de faire sauter les positions spéculatives défavorables au franc prises à crédit les semaines précédentes: le taux au jour le jour grimpe ainsi à 4000% et déclenche le phénomène recherché, des rachats de francs qui ramènent le franc à son cours pivot contre mark.

### Événements de 1985
Dans la foulée de l'accord de 1985 entre les Etats-Unis et l'Arabie saoudite, la plupart des pays du Moyen-Orient et de l'Opep ont augmenté leur production à leur tour. Afin de compenser la baisse du prix du baril, ils ont cherché à augmenter artificiellement les quotas de production et ont donc augmenté les chiffres annoncés pour leurs réserves de pétrole.
De plus, dans un contexte où le dollar chute après les accords du Plaza 22 septembre 1985, la « guerre des prix » impulsée par l'Arabie Saoudite fin 1985 va faire chuter le pétrole entre 7 et 10 par baril baril à mi-1986 et les producteurs n'obtiendront de stabilisation des prix aux alentours de 18 dollar le baril que fin 1986-début 1987.
La baisse du prix du baril de pétrole a favorisé un large mouvement de « baisse des taux d'intérêt nominaux à court terme » accompagnant ou précédant le processus de désinflation dans les pays industrialisés, car une baisse de 25% entraîne une mécaniquement « une réduction de un point du taux d'inflation dans les pays de l'OCDE la première année et de 0,3 point l'année suivante ».
Le contre-choc pétrolier et la baisse du dollar qui l'accompagne à partir de 1985 ont offert des marges de manœuvre pour la politique économique, l'économie française paraissant "relativement bien placée pour en tirer
parti", souligne en cours d'année les économistes de l'OFCE.

## Dénomination
Le contre-choc pétrolier est ainsi appelé car il fait suite aux deux chocs pétroliers de 1973 et de 1979. Ces deux chocs avaient des raisons essentiellement économiques : le premier choc pétrolier en 1973 est la conséquence directe de la réaction de l'OPEP à la forte baisse du dollar après la fin des accords de Bretton Woods. Le 15 août 1971, les États-Unis suspendent la convertibilité du dollar en or permettant au dollar de « flotter ». Le résultat en est une dépréciation de la valeur du dollar américain, monnaie dans laquelle les prix du pétrole sont fixés et a pour conséquence pour les producteurs de pétrole un revenu inférieur pour le même prix nominal. Les hausses de prix substantielles de 1973-1974 ont largement rattrapé ces écarts de revenus en comparaison d'autres produits tels que l'or. La guerre du Yom Kippour pour le premier choc pétrolier, et la Révolution iranienne pour le deuxième choc pétrolier sont des simples accélérateurs de ce rattrapage des prix.

## Autres chocs pétroliers, de moindre importance
En 2008, après une forte augmentation des prix du pétrole à partir de 2003, le pétrole a à nouveau fortement baissé à la suite de la crise financière de 2008, à des prix de l'ordre de 40 dollars le baril. Le prix du baril a ensuite assez rapidement remonté pour atteindre fin 2010 de l'ordre de 90 dollars. Toutefois, lorsque l'on parle de contre-choc pétrolier, on ne fait généralement pas allusion à la baisse de 2008.
On peut aussi citer dans l'histoire deux contre-chocs pétroliers d'une ampleur spectaculaire. Celui de 2014-2016, volontairement provoqué par l'OPEP dans le but de mettre en difficulté l'essor du pétrole de schiste américain, et celui d'avril 2020 qui, à la suite de la baisse de la demande de brut due à la crise sanitaire du SRAS-CoV-2 et d'une crise entre l'Arabie saoudite et la Russie, a vu les prix du WTI se négocier en territoire négatif pour atteindre en clôture le 20 avril le niveau de -38,95 dollars.